# Paulus Melchers
Paulus Melchers (ur. 6 stycznia 1813 w Münster, zm. 14 grudnia 1895 w Rzymie) – niemiecki duchowny katolicki, kardynał, arcybiskup metropolita Kolonii 1866 - 1885.

## Życiorys
Przyjął święcenia kapłańskie 5 czerwca 1841 w Münster. Biskup ordynariusz Osnabrück i prowikariusz Misji Nordyckich  (1857-1866). 20 kwietnia 1858 w katedrze w Osnabrück przyjął sakrę biskupią z rąk Eduarda Jakoba Wedekina, bishopa Hildesheim, w asyście biskupów Johana Georga Müllera, biskupa Münster, i Konrada Martina, biskupa of Paderborn. Od 1866 do 1885 arcybiskup metropolita Kolonii. Kreowany kardynałem na konsystorzu 27 lipca 1885 z tytułem prezbitera Santo Stefano al Monte Celio, już po rezygnacji z funkcji metropolity. Kamerling Świętego Kolegium Kardynałów w latach 1889-1891.